# James Collinson
James Collinson (9. května 1825 – 24. ledna 1881) byl viktoriánský malíř, který byl v letech 1848 až 1850 členem prerafaelitského bratrstva.

## Život
Narodil se 9. května 1825 v Mansfieldu v hrabství Nottinghamshire jako syn knihkupce. Studoval ve škole Královské akademie, kde byl spolužákem Holmana Hunta a Dante Gabriela Rossettiho.

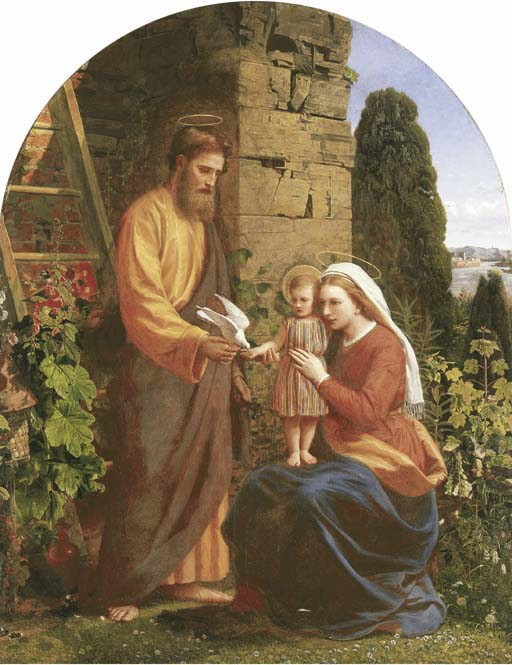
The Holy Family (1878)

Collinson byl zbožný křesťan, kterého přitahovaly zbožné a vysoce církevní aspekty prerafaelitismu. Konvertoval ke katolicismu a vrátil se k anglikánství, aby požádal Christinu Rossettiovou o ruku. Následně se rozhodl vrátit se ke katolicismu a zásnuby ukončit. To mělo hluboký dopad na Rossettiové dílo, Collinsonův odchod ovlivnil mnoho jejích básní.
Během svého prerafaelitského období přispěl dlouhou zbožnou básní do časopisu The Germ a vytvořil řadu náboženských děl, z nichž nejznámější je The Renunciation of St Elizabeth of Hungary (1850).
Z bratrstva vystoupil když byl Millaisův obraz Kristus v domě svých rodičů obviněn z rouhání. Po svém vystoupení se učil na kněze na jezuitské koleji, ale studia nedokončil.
V roce 1858 se oženil s Elizou Wheelerovou, jednou ze švagrových malíře Johna Rogerse Herberta, který měl na Collinsona díla velký vliv. Po návratu k umělecké kariéře namaloval řadu světských žánrových obrazů, z nichž nejznámější je To Let a For Sale, který zobrazuje krásné ženy v pokušení.
V letech 1861 až 1870 byl tajemníkem Společnosti britských umělců. Polovinu života strávil v Bretani, kde namaloval obraz The Holy Family (1878). James Collinson zemřel v lednu 1881.